# Nuoto ai campionati mondiali di nuoto 2015 - 400 metri stile libero femminili
La gara dei 400 metri stile libero femminili si è svolta il 2 agosto 2015 presso la Kazan Arena e vi hanno preso parte 49 atlete provenienti da 43 nazioni. Le batterie si sono svolte la mattina mentre la finale la sera.

## Medaglie
| Posizione | Atleta                | Nazionalità |
| --------- | --------------------- | ----------- |
| Oro       | Katie Ledecky         | Stati Uniti |
| Argento   | Sharon van Rouwendaal | Paesi Bassi |
| Bronzo    | Jessica Ashwood       | Australia   |

## Record
Prima della manifestazione il record del mondo (WR) e il record dei campionati (CR) erano i seguenti.
| Record mondiale       | 3'58"37 | Katie Ledecky Stati Uniti  | 23 agosto 2014 Gold Coast, Australia |
| Record dei campionati | 3'59"15 | Federica Pellegrini Italia | 26 luglio 2009 Roma, Italia          |

Durante la competizione è stato battuto il seguente record:
| Data     | Evento | Atleta        | Nazione     | Tempo   | Record                |
| -------- | ------ | ------------- | ----------- | ------- | --------------------- |
| 2 agosto | Finale | Katie Ledecky | Stati Uniti | 3'59"13 | Record dei campionati |

## Risultati

### Batterie
| Posizione | Batteria | Corsia | Atleta                   | Nazionalità                   | Tempo   | Note |
| --------- | -------- | ------ | ------------------------ | ----------------------------- | ------- | ---- |
| 1         | 5        | 4      | Katie Ledecky            | Stati Uniti                   | 4:01.73 | Q    |
| 2         | 5        | 6      | Jessica Ashwood          | Australia                     | 4:04.47 | Q    |
| 3         | 5        | 5      | Sharon van Rouwendaal    | Paesi Bassi                   | 4:05.02 | Q    |
| 4         | 4        | 5      | Lauren Boyle             | Nuova Zelanda                 | 4:05.53 | Q    |
| 5         | 5        | 7      | Boglárka Kapás           | Ungheria                      | 4:06.21 | Q    |
| 6         | 4        | 4      | Jazmin Carlin            | Regno Unito                   | 4:07.15 | Q    |
| 6         | 4        | 6      | Diletta Carli            | Italia                        | 4:07.15 | Q    |
| 8         | 5        | 1      | Melania Costa            | Spagna                        | 4:07.58 | Q    |
| 9         | 5        | 3      | Cierra Runge             | Stati Uniti                   | 4:07.97 |      |
| 10        | 4        | 9      | Anja Klinar              | Slovenia                      | 4:08.57 |      |
| 11        | 5        | 8      | Shao Yiwen               | Cina                          | 4:08.93 |      |
| 12        | 4        | 1      | Sarah Köhler             | Germania                      | 4:09.21 |      |
| 13        | 5        | 2      | Cao Yue                  | Cina                          | 4:09.60 |      |
| 14        | 4        | 3      | Coralie Balmy            | Francia                       | 4:09.68 |      |
| 15        | 4        | 8      | Andreína Pinto           | Venezuela                     | 4:09.75 |      |
| 16        | 3        | 5      | Manuella Lyrio           | Brasile                       | 4:10.57 | NR   |
| 17        | 4        | 2      | Alice Mizzau             | Italia                        | 4:10.92 |      |
| 18        | 3        | 4      | Arina Openysheva         | Russia                        | 4:11.71 |      |
| 19        | 5        | 9      | Johanna Friedrich        | Germania                      | 4:12.09 |      |
| 20        | 4        | 0      | Chihiro Igarashi         | Giappone                      | 4:13.43 |      |
| 21        | 4        | 7      | Leah Neale               | Australia                     | 4:13.98 |      |
| 22        | 5        | 0      | Emily Overholt           | Canada                        | 4:14.45 |      |
| 23        | 3        | 7      | Julia Hassler            | Liechtenstein                 | 4:14.51 |      |
| 24        | 2        | 1      | Maria Alvárez            | Colombia                      | 4:14.60 |      |
| 25        | 3        | 8      | Monique Olivier          | Lussemburgo                   | 4:15.24 |      |
| 26        | 3        | 2      | Jo Hyun-ju               | Corea del Sud                 | 4:15.39 |      |
| 27        | 2        | 6      | Martina van Berkel       | Svizzera                      | 4:15.83 |      |
| 28        | 3        | 3      | Emma Robinson            | Nuova Zelanda                 | 4:16.43 |      |
| 29        | 3        | 1      | Claudia Hufnagl          | Austria                       | 4:17.14 |      |
| 30        | 2        | 7      | Martina Elhenická        | Rep. Ceca                     | 4:18.57 |      |
| 31        | 2        | 2      | Khoo Cai Lin             | Malaysia                      | 4:18.75 |      |
| 32        | 2        | 4      | Andrea Cedrón            | Perù                          | 4:18.96 |      |
| 33        | 2        | 3      | Rachel Tseng             | Singapore                     | 4:19.97 |      |
| 34        | 3        | 6      | Samantha Arévalo         | Ecuador                       | 4:20.47 |      |
| 35        | 2        | 0      | Katarina Simonović       | Serbia                        | 4:20.94 |      |
| 36        | 2        | 5      | Elisbet Gámez            | Cuba                          | 4:21.36 |      |
| 37        | 2        | 8      | Merve Eroğlu             | Turchia                       | 4:24.77 |      |
| 38        | 1        | 5      | Daniella van den Berg    | Aruba                         | 4:24.79 |      |
| 39        | 3        | 0      | Gabriela Santis          | Guatemala                     | 4:25.92 |      |
| 40        | 1        | 2      | Helena Moreno            | Costa Rica                    | 4:26.87 |      |
| 41        | 1        | 4      | Lani Cabrera             | Barbados                      | 4:28.31 |      |
| 42        | 1        | 3      | Elena Giovannini         | San Marino                    | 4:29.40 |      |
| 43        | 1        | 6      | Sara Pastrana            | Honduras                      | 4:32.58 |      |
| 44        | 2        | 9      | Talita Te Flan           | Costa d'Avorio                | 4:32.72 |      |
| 45        | 1        | 7      | Gabriella Doueihy        | Libano                        | 4:35.09 |      |
| 46        | 3        | 9      | Benjaporn Sriphanomthorn | Thailandia                    | 4:36.55 |      |
| 47        | 1        | 1      | Arianna Sanna            | Rep. Dominicana               | 4:39.87 |      |
| 48        | 1        | 0      | Victoria Chentsova       | Isole Marianne Settentrionali | 4:44.15 |      |
| 49        | 1        | 8      | Makaela Holowchak        | Antigua e Barbuda             | 4:47.77 |      |

### Finale
| Posizione | Corsia | Nome                  | Nazionalità   | Tempo   | Note |
| --------- | ------ | --------------------- | ------------- | ------- | ---- |
|           | 4      | Katie Ledecky         | Stati Uniti   | 3:59.13 | CR   |
|           | 3      | Sharon van Rouwendaal | Paesi Bassi   | 4:03.02 | NR   |
|           | 5      | Jessica Ashwood       | Australia     | 4:03.34 | OC   |
| 4         | 7      | Jazmin Carlin         | Regno Unito   | 4:03.74 |      |
| 5         | 6      | Lauren Boyle          | Nuova Zelanda | 4:04.38 |      |
| 6         | 8      | Melania Costa         | Spagna        | 4:06.50 |      |
| 7         | 1      | Diletta Carli         | Italia        | 4:07.30 |      |
| 8         | 2      | Boglárka Kapás        | Ungheria      | 4:08.22 |      |